# Stazione meteorologica di Zocca
La stazione meteorologica di Zocca è la stazione meteorologica di riferimento relativa alla località di Zocca.

## Coordinate geografiche
La stazione meteorologica si trova nell'Italia nord-orientale, in Emilia-Romagna, in provincia di Modena, nel comune di Zocca, a 727 metri s.l.m. e alle coordinate geografiche 44°23′N 11°00′E.

## Dati climatologici
In base alla media trentennale di riferimento 1961-1990, la temperatura media del mese più freddo, gennaio, si attesta a +1,3 °C; quella del mese più caldo, luglio, è di +19,9 °C .
| ZOCCA              | Mesi | Mesi | Mesi | Mesi | Mesi | Mesi | Mesi | Mesi | Mesi | Mesi | Mesi | Mesi | Stagioni | Stagioni | Stagioni | Stagioni | Anno |
| ZOCCA              | Gen  | Feb  | Mar  | Apr  | Mag  | Giu  | Lug  | Ago  | Set  | Ott  | Nov  | Dic  | Inv      | Pri      | Est      | Aut      | Anno |
| ------------------ | ---- | ---- | ---- | ---- | ---- | ---- | ---- | ---- | ---- | ---- | ---- | ---- | -------- | -------- | -------- | -------- | ---- |
| T. max. media (°C) | 5,0  | 6,6  | 9,2  | 13,5 | 18,1 | 22,1 | 24,7 | 24,6 | 20,4 | 14,7 | 9,8  | 6,8  | 6,1      | 13,6     | 23,8     | 15,0     | 14,6 |
| T. min. media (°C) | −2,4 | −1,2 | 1,6  | 5,1  | 8,9  | 12,7 | 15,1 | 14,8 | 12,1 | 7,6  | 3,3  | 0,0  | −1,2     | 5,2      | 14,2     | 7,7      | 6,5  |